# Mỹ Trinh
Mỹ Trinh là một xã thuộc huyện Phù Mỹ, tỉnh Bình Định, Việt Nam.

## Địa lý
Xã Mỹ Trinh có diện tích 52,14 km², dân số năm 1999 là 6.922 người, mật độ dân số đạt 133 người/km².

## Hành chính
Xã Mỹ Trinh được chia thành 8 thôn: Chánh Thuận, Lạc Sơn, Trà Lương, Trinh Vân Bắc, Trinh Vân Nam, Trung Bình, Trung Hội, Trực Đạo.